# Mataeopsephus esakii
Mataeopsephus esakii is een keversoort uit de familie keikevers (Psephenidae). De wetenschappelijke naam van de soort werd in 1964 gepubliceerd door Takehiko Nakane.